# Lothar von Trotha
Adrian Dietrich Lothar von Trotha (Magdeburgo, 3 luglio 1848 – Bonn, 31 marzo 1920) è stato un generale tedesco.
È famoso per la sua dura condotta durante le Guerre herero nell'Africa Sud-Occidentale, in particolare per gli eventi che hanno portato al quasi totale sterminio degli Herero.

## Biografia
Nato a Magdeburgo, Trotha si unì all'Armata prussiana nel 1865 e prese parte alle guerre austro-prussiana e franco-prussiana, per le quali fu insignito della Croce di ferro di seconda classe. Sposò Bertha Neumann il 15 ottobre 1872.

### Servizio coloniale
Nel 1894 venne nominato comandante delle forze coloniali nell'Africa Orientale Tedesca, dove ebbe successo nel reprimere spietatamente le insurrezioni, fra le quali quella degli Wahehe. Mentre era temporaneamente distaccato nella Cina imperiale come Comandante di Brigata del Corpo di Spedizione dell'Asia Orientale, prese parte alla repressione della Ribellione dei Boxer. Quindi non fu una sorpresa quando, il 3 maggio 1904, venne nominato Comandante delle Schutztruppe nell'Africa Tedesca del Sud-Ovest e inviato a sedare la rivolta degli Herero. Von Trotha giunse nell'Africa sudoccidentale l'11 giugno 1904, mentre la guerra contro gli Herero imperversava da cinque mesi. Il Comando tedesco non aveva avuto fino a quel momento grande successo contro le tattiche di guerriglia adottate dagli Herero. Inizialmente, anch'egli subì delle perdite.

### Nell'Africa Tedesca del Sud-Ovest
Nell'agosto del 1904 il Generale von Trotha mise a punto un nuovo piano di battaglia per porre fine alla rivolta. Nella battaglia di Waterberg diede l'ordine di accerchiare gli Herero su tre lati, in modo che l'unica via di fuga fosse verso l'arida steppa di Omaheke, propaggine occidentale del deserto del Kalahari. Gli Herero fuggirono nel deserto e von Trotha ordinò alle sue truppe di avvelenare i pochi pozzi d'acqua, di erigere posti di guardia lungo una linea di 150 miglia e di sparare a vista su ogni Herero, che si trattasse di uomo, donna o bambino. Per rendere il suo atteggiamento verso gli Herero ancora più chiaro, il 2 ottobre von Trotha emanò il Vernichtungsbefehl, o ordine di sterminio:
Ai suoi soldati dette inoltre questa spiegazione:
Von Trotha ha sempre difeso durante la sua vita la sua linea politica: "È stato ed è nella mia politica usare la forza contro il terrorismo, ed anche brutalità". Un anonimo soldato tedesco è stato segnalato per aver detto delle stragi "...il rantolo dei morenti e le urla dei pazzi...sono eco nel sublime silenzio dell'infinità."
La tattica di von Trotha si distingueva marcatamente da quella dei leader degli Herero, i quali erano, nel complesso, attenti a garantire che solo i soldati venissero attaccati. Von Trotha fu richiamato in patria l'11 novembre 1905 e morì di febbre tifoidea il 31 marzo 1920 a Bonn.